# Kto ją zabił?
Kto ją zabił? (ang. Brick, dosł. Cegła) – amerykański thriller neo-noir z 2005 roku w reżyserii Riana Johnsona z Josephem Gordon-Levittem w roli głównej.
Film detektywistyczny rozgrywający się na przedmieściach, którego głównymi bohaterami są uczniowie liceum. Reżyserski debiut Riana Johnsona, za który otrzymał w 2005 r. Nagrodę Specjalną Jury za oryginalną wizualizację na Sundance Film Festival (Festiwal Filmowy w Sundance) został ciepło przyjęty przez amerykańską krytykę która uznała go za „satysfakcjonujący hołd w kierunku kina noir”, podkreślając także „oryginalne ukazanie środowiska szkoły średniej”.

## Fabuła
Brendan Frye (Joseph Gordon-Levitt), uczeń San Clemente High School w Kalifornii patrzy na martwe, unoszące się na wodzie ciało swojej byłej dziewczyny Emily (Emilie de Ravin). Chłopak ma kontakty z dilerami, ale postanawia je zerwać. Pewnego dnia dzwoni do niego przerażona Emily i mówi, że „nie wiedziała, że cegła jest zła” i że Pin – szef dealerów – siedzi jej na karku. Błaga Brendana o natychmiastową pomoc. Ten postanawia ją odnaleźć, ale słyszy tylko prośbę, żeby zostawił ją w spokoju. Po śmierci dziewczyny postanawia poznać szczegóły jej śmierci.

## Obsada
- Joseph Gordon-Levitt jako Brendan Frye
- Emilie de Ravin jako Emily Kostich
- Nora Zehetner jako Laura Dannon
- Matt O’Leary jako Brain
- Noah Fleiss jako Tugger „Tug"
- Lukas Haas jako The Pin
- Brian J. White jako Brad Bramish
- Meagan Good jako Kara
- Noah Segan jako Dode
- Richard Roundtree jako Asystent